# Albuminpapier

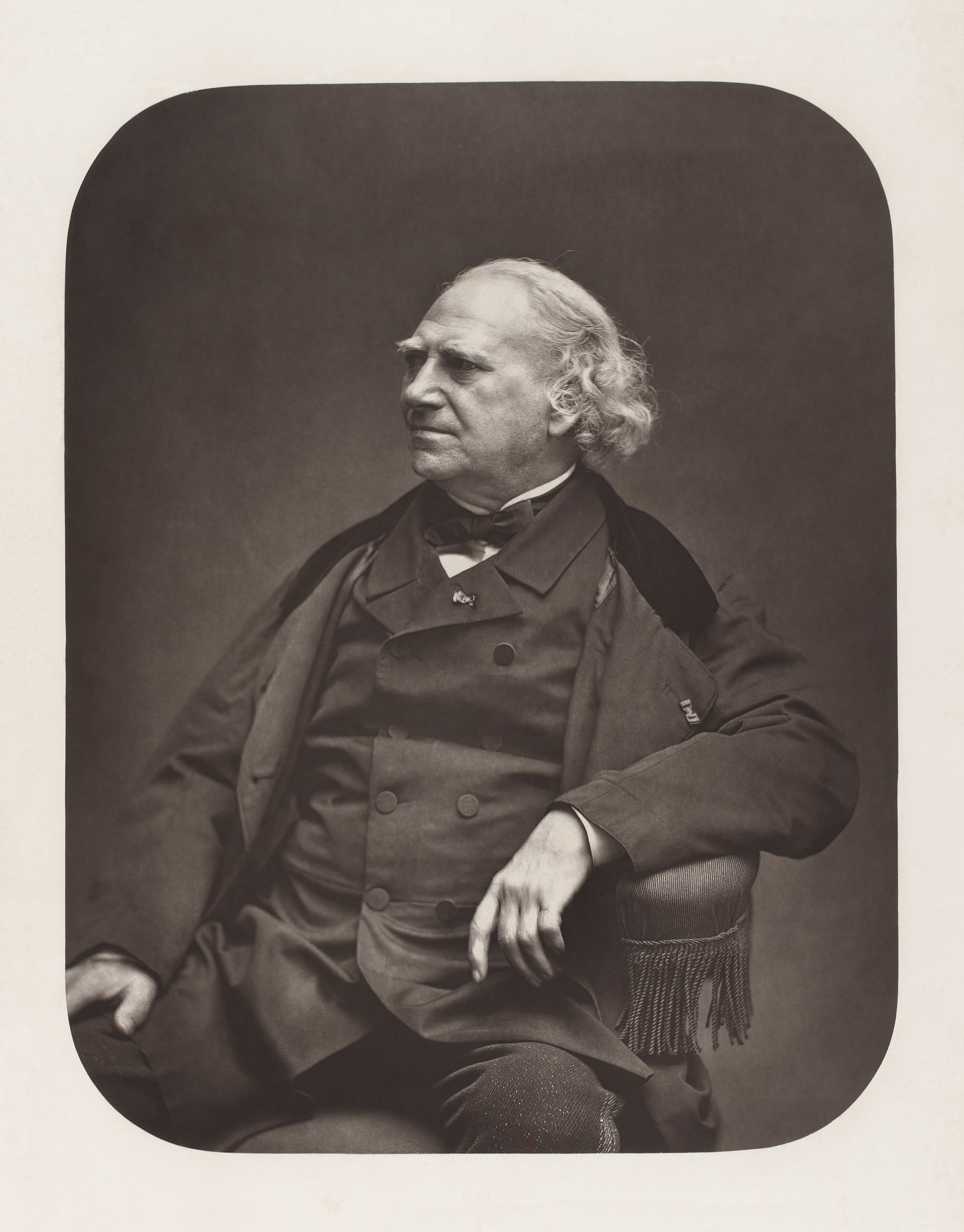
Louis Désiré Blanquart-Evrard

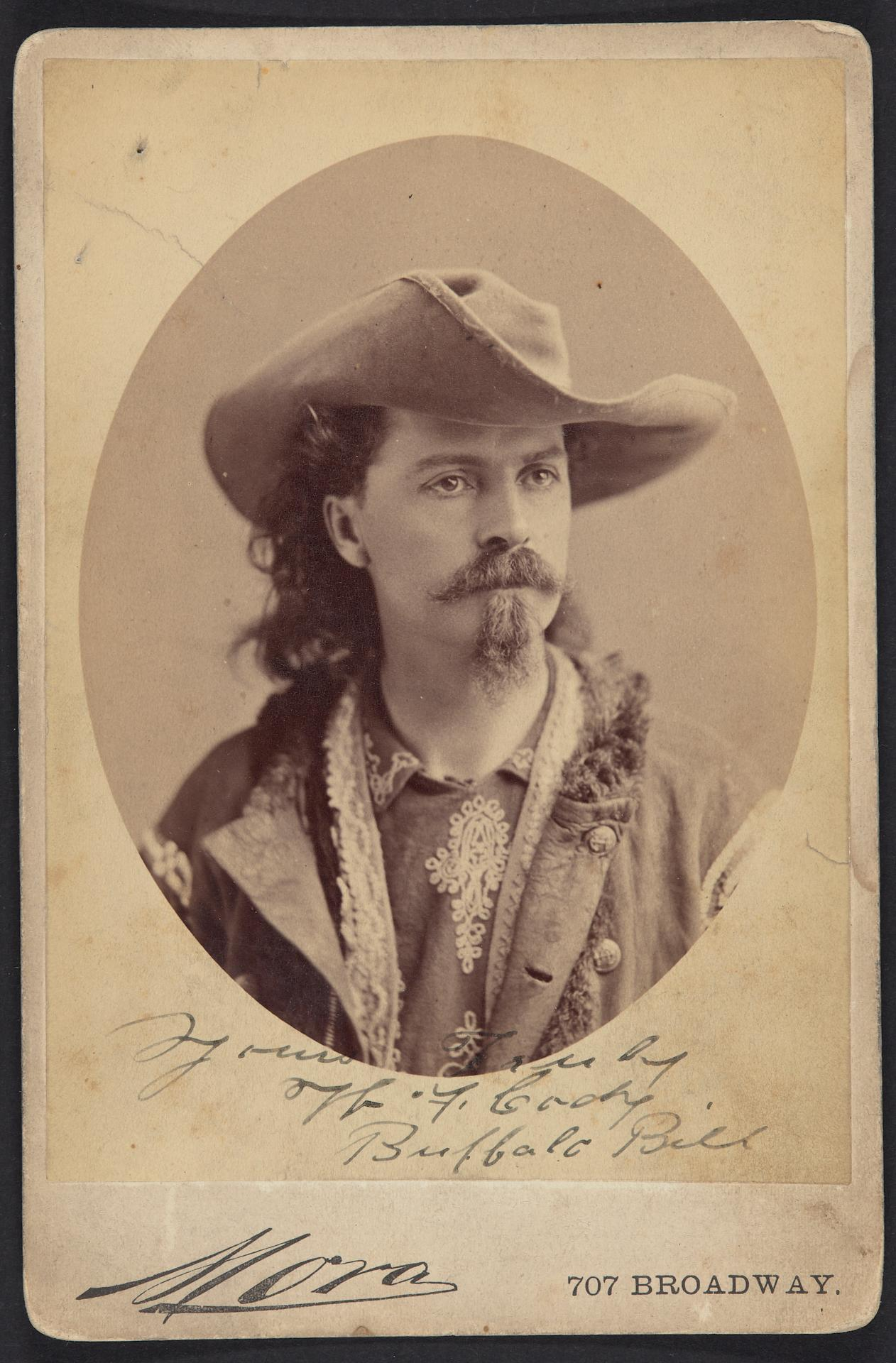
Porträt von Buffalo Bill Cody, ca. 1875, Albumindruck

Das Albuminpapier zählte bis 1900 zu den beliebtesten Auskopierpapieren. Das Verfahren wurde am 27. Mai 1850 von Louis Désiré Blanquart-Evrard (1802–1872) der französischen Akademie der Wissenschaften vorgestellt und beschrieben. Das Albuminpapier ermöglichte detailreichere und kostengünstigere Fotografien als die bis dahin gebräuchlichen Methoden der Kalotypie, Ambrotypie sowie Daguerreotypie und ergab einen warmen Bildton. Sein Detailreichtum wird selbst von modernen Kopierpapieren nicht erreicht.
Wird das Albuminpapier nach der Entwicklung nochmals mit Eiweiß (d. h. Ovalbumin) überzogen, liefert es Bilder von hohem Glanz. Mit Stärke (Pfeilwurz) überzogen liefert es stumpfe Bilder. Das Albuminpapier wurde – und wird in der künstlerischen Fotografie noch heute – verwendet, weil es feinste Details wiedergeben kann.

## Herstellung
Zur Herstellung des Albuminpapiers schlägt man Eiweiß mit Ammoniumchlorid-Lösung („Chlorammoniumlösung“) zu Schaum und lässt den Bogen auf der klaren Flüssigkeit, die sich aus dem Schaum abscheidet, eine Minute schwimmen. Das getrocknete Papier wird in der Dunkelkammer auf eine Lösung von Silbernitrat gelegt, wobei es sich mit Silberchlorid („Chlorsilber“) und Silbernitrat imprägniert, und getrocknet.
Man legt das Negativ mit der Kollodiumseite nach oben auf die Glasplatte, welche den Boden des sogenannten Kopierrahmens bildet, deckt das Papier mit seiner empfindlichen Seite nach unten auf das Negativ und schließt den Kopierrahmen so, dass das Papier fest gegen das Glasnegativ gepresst wird. Dann dreht man den Rahmen herum, so dass das Negativ dem Licht zugekehrt ist, und lässt es so lange am hellen Tageslicht liegen, bis alle Teile des Bildes kräftig sichtbar sind. Zum Entwickeln wäscht man das Bild mit Wasser aus, um das noch in der Schicht befindliche, unbelichtete Silbernitrat auszuwaschen. Daran schließt sich eine Behandlung im sogenannten Tonbad an, einer Lösung von Kaliumtetrachloroaurat(III) („Goldchloridkalium“) und Natriumacetat („essigsaures Natron“) oder Natriumtetraborat („borsaures Natron“) in Wasser. Der rotbraune Ton des Bildes verwandelt sich darin in einen purpurblauen; man kann aber auch andere Nuancen durch eine passende Abänderung des Bades erhalten.
Das getonte und ausgewaschene Bild wird in einer Lösung von Natriumthiosulfat („unterschwefligsaures Natron“, d. h. Fixiersalz) fixiert und dann sehr sorgfältig ausgewaschen. Wird das Natriumthiosulfat nicht vollständig ausgewaschen, so bildet sich Silbersulfid („Schwefelsilber“), welches das Bild gelb färbt. Die getrockneten Bilder werden schließlich passend geschnitten, aufgeklebt und zwischen Walzen geglättet (satiniert).
Albuminpapier war industriell herstellbar und ein Großteil der Weltproduktion wurde in den Dresdener Albuminfabriken hergestellt. 1888 erreichte der Produktionsausstoß bereits fast 9 Millionen Blatt im Format 46 × 58 cm.